# Corso Italia (Toronto)
Pour les articles homonymes, voir Corse (homonymie) et Italie (homonymie).
Corso Italia est un quartier de la ville de Toronto, au Canada.
Il est situé sur St. Clair Avenue West, entre Westmount Avenue (juste à l'est de Dufferin Street (en)) et Lansdowne Avenue (en). Il est contenu dans le plus grand quartier de la ville nommé Corso Italia-Davenport (en).
Le quartier comprend de nombreux cafés, boutiques de vêtements, magasins de chaussures, restaurants, marchés alimentaires, ainsi que plusieurs glaciers et boulangeries.
La communauté est considérée comme la principale enclave ethnique italienne de Toronto, suivie par le quarter Little Italy (sur College Street) qui est devenu progressivement un quartier commercial de moins en moins résidentiel pour les familles depuis deux décennies. Il existe également une importante communauté latino-américaine et portugaise dans la Corso Italia de Toronto.

## Brève histoire du quartier
À l’origine, il s'agit du quartier de Earlscourt, qui est alors une municipalité indépendante de Toronto. Au début du XXe siècle, la municipalité de Earlscourt est habitée par des immigrants britanniques. Elle est annexée en 1910 par la ville de Toronto.
Dans les années 1970 et 1980, beaucoup de résidents du quartier de Little Italy déménagent et s’établissent dans Earlscourt, plus abordable au niveau du coût des logements. La population italienne étant croissante, le nom du quartier changea pour le nom de Corso Italia. Dans les années 1980 et 1990, la présence italo-canadiens est à son apogée, puis décline peu à peu dans la décennie suivante, les italo-canadiens se délocalisant vers les banlieues de Toronto comme Vaughan et Caledon,.